# Tentative d'assassinat de Konrad Adenauer
La tentative d'assassinat de Konrad Adenauer est une tentative d'assassinat à l'aide d'une lettre piégée perpétrée en 1952 contre le chancelier ouest-allemand Konrad Adenauer par d'anciens membres de l'Irgoun, une milice sioniste israélienne, au sujet des réparations controversées de l'Holocauste que l'Allemagne accepte de payer à Israël. La tentative est infructueuse, Adenauer n'étant pas blessé. Elle est approuvée et financée par l'ancien dirigeant de l'Irgoun et futur Premier ministre israélien Menahem Begin.

## Contexte
Des négociations entre l'Allemagne de l'Ouest et Israël sur l'Holocauste ont lieu dans les années 1950. À l'époque, Israël est un pays récemment créé qui n'a pas de relations particulièrement étroites avec l'Occident, et son économie est en difficulté car elle doit accueillir des centaines de milliers de colons juifs. Un accord est finalement conclu et signé en septembre 1952, au grand dam des extrémistes israéliens, qui pensent qu'il est inacceptable que la responsabilité de l'Allemagne dans l'Holocauste soit effacée par l'argent.

## Tentative d'assassinat
Le 27 mars 1952, un colis contenant une bombe cachée dans une encyclopédie doit être livré au Palais Schaumburg, la résidence officielle d'Adenauer à Bonn. L'un des aspirants assassins confie la tâche à deux adolescents de Munich, leur demandant de l'apporter au bureau de poste. Au lieu de cela, ils l'emmène au quartier général de la police de Munich, où la bombe explose et tue un expert en élimination nommé Karl Reichert,.

## Conséquences
En avril, la police française arrête cinq ressortissants israéliens en lien avec la tentative d'assassinat. Rien ne peut être prouvé contre quatre d'entre eux, et Elieser Sudit, qui est trouvé en possession des armes utilisées lors de la tentative, est le seul auteur à être condamné pour leur rôle dans le complot. Il est condamné à quatre mois de prison puis est expulsé. Après que la tentative d'assassinat soit largement connue au début des années 2000, il est allégué que les craintes d'une résurgence de l'antisémitisme conduisent le gouvernement ouest-allemand à décider de ne pas publier d'informations la concernant pendant plusieurs décennies.

## Implication de Menahem Begin
Sudit allégue dans ses mémoires que le futur Premier ministre israélien Menahem Begin a été impliqué dans le complot, l'ayant approuvé et même financé avec son argent personnel.

« Je me souviens qu'au début de la réunion, Begin a dit qu'il fallait faire quelque chose contre Adenauer et les réparations. Je ne savais même pas qui était Adenauer, mais j'étais d'accord avec Begin pour que cet accord ne soit pas accepté »

Les affirmations sont corroborées par Henning Sietz, un auteur qui écrit un livre en 2003 sur la tentative. Il déclare au Guardian

« Begin approuva la tentative d'assassinat. Il a obtenu l'argent. Il a même participé à la planification jusqu'à la dernière minute. Sans lui, cela ne serait pas arrivé. »

À l'époque, Begin est membre de la Knesset et dirige le parti Hérout. Il a été auparavant le chef de l'Irgoun, une organisation terroriste sioniste, et s'est opposé avec véhémence aux réparations, affirmant dans un discours que tous les allemands sont responsables de l'Holocauste. Il trouve grotesque la simple idée de réparations financières pour le gouvernement israélien plutôt que pour les victimes elles-mêmes du meurtre de six millions de juifs, et bien qu'il sait que la tentative a peu de chances d'aboutir, il la soutient en croyant qu'elle démontrera au moins à quel point son parti est opposé aux réparations. disant que cela "secouerait la conscience du monde". Le rôle de Begin n'est connu qu'après sa mort et ne reçoit pas une grande attention médiatique avant le livre de Dietz en 2003.